# Акционерная собственность работников
Акционе́рная со́бственность рабо́тников (англ. ESOP) — одна из разновидностей так называемого «народного капитализма», способ экономической организации при капитализме, при котором трудящиеся являются акционерами собственных предприятий. Теоретиком ESOP был американский экономист Луис Келсо, разработавший схему участия работников в капитале предприятий (англ. ESOP — Employee stock ownership plan).
ESOP широко применялся в Великобритании при Маргарет Тэтчер. При реализации Акта о транспорте 1985 года, который был направлен на дерегулирование и приватизацию муниципальных автотранспортных предприятий, муниципальные советы стремились защитить права работников этих предприятий путём внедрения ESOP. Однако работники — акционеры автотранспортных предприятий — вскоре по большей части лишились своих акций в ходе слияний и поглощений этих предприятий .
Финансовое участие — это различные договоренности, которые позволяют сотрудникам принимать участие в финансовых результатах предприятия. Такие договоренности можно сгруппировать в три категории:
- Участие в прибылях предприятия.
- Доля владения отдельного сотрудника предприятия.
- Планы владения акциями сотрудником.

Эти категории показывают характерные особенности Европейской модели финансового участия сотрудников. Владение акциями среди указанных категорий имеет ясную и позитивную связь с повышением производительности. Ученые придерживаются мнения, что наибольший эффект можно получить, используя несколько форм участия.